# Šopasta pakorenovka
Šopasta pakorenovka (znanstveno ime Collybiopsis confluens) je gliva iz rodu pakorenovk (Collybiopsis). Latinski epitet confluens pomeni "teči skupaj" in se nanaša na njihovo lastnost, da se beti šopka gob stikajo v dniščih.

## Značilnosti
Tenkomesnat klobuk je širok od 1,5 do 4 cm. Mlad je polkrožen, kasneje pa se razpre in splošči. Površina je gladka, mat in svetlo oker do svetlo rjave barve, ki je odvisna od vlažnosti: ko se posuši barve zbledijo. Zrele gobe imajo valovit in rahlo nažlebljen rob.
Lističi so zelo tesno stisnjeni skupaj, ozki in izrezano pripeti na bet. Najprej  so belkasti, kasneje pa se spremenijo iz kremne v usnjato rumeno ali rožnato rjavkasto barvo.
Bet je dolg glede na velikost klobuka in doseže do 10 cm. Je trd, votel, gladek in nažlebljen po celotni dolžini. Je rdeče-rjavkaste barve in vijolično-sive barve ter pokrit z drobnimi kosmiči. Vrh beta je pri lističih razširjen, dnišče pa je prekrito z belim micelijski opredkom.
Tanko, a žilavo meso je kremno rjavkasto in oddaja šibak, aromatičen vonj po gobah. Njen okus je opisan kot blag.

## Razširjenost in življenjski prostor
Ta vrsta se pojavlja v skoraj vseh gozdovih od julija do novembra večinoma v šopkih, ki so nanizani v vrste ali pravljične kroge in loke s premerom od 1 do 5 metrov. So gniloživke in rastejo med odpadlim listjem in iglicami.

## Mikroskopske značilnosti
Trosni odtis je bele barve. Trosi so solzaste oblike, gladki, neamiloidni in merijo 7–10 x 3,5–4,2 μm.

## Podobne vrste
- nagubana čeladica (Mycena galericulata)
- dišeča sehlica (Marasmius oreades)
- zbledela kandolovka (Candolleomyces candolleanus)
- pekoča pakorenovka (Collybiopsis peronata)
- pripognjena čeladica (Mycena inclinata)
- kopučasti koničar (Connopus acervatus)

## Uporabnost
Pogojno užitna. Klobučki so primerni za sušenje. Surove gobe lahko povzročijo gastrointestinalni sindrom.